# Станкевич, Игорь Валентинович
Игорь Валентинович Станкевич (род. 31 августа 1958, Нижний Тагил, Свердловская область, РСФСР, СССР) — российский и советский военнослужащий, участник боевых действий на территории республики Афганистан, Герой Российской Федерации. Политрук, заместитель командира 81-го гвардейского мотострелкового полка 90-й гвардейской танковой дивизии по политической части. Полковник в отставке с 1999 года. Депутат Государственной думы VII созыва, член фракции «Единая Россия» (2016—2021).

## Служба в армии
В 1975—1979 годах учился в Новосибирском высшем военно-политическом общевойсковом училище, член КПСС. Военную службу начал в частях специального назначения, где прослужил шесть лет.
В 1985—1987 годах проходил службу в составе Ограниченного контингента Советских войск в Афганистане, участник Афганской войны (1979—1989) в должности командира «отряда агитации и пропаганды» 201-й Гатчинской мотострелковой дивизии в г. Кундуз.
За образцовое несение воинской службы был награждён орденом «Красной звезды» и орденом «За службу Родине» третьей степени.
В 1992—1996 годах являлся заместителем командира 81-го гвардейского мотострелкового полка 90-й гвардейской танковой дивизии по политической части.
Заместитель командира 81-го мотострелкового полка по воспитательной работе подполковник И. В. Станкевич отличился в боевых действиях первой чеченской войны. В ходе штурма Грозного находился в боевых порядках полка и организовывал морально-психологическое обеспечение выполнения боевой задачи. Когда 31 декабря 1994 года при выполнении боевой задачи в районе Президентского дворца в Грозном был тяжело ранен и выбыл из строя командир полка полковник А. А. Ярославцев, подполковник Станкевич в экстремальных условиях лично возглавил сводный отряд полка и двое суток успешно командовал им. Возглавляемый им отряд не потерял ни одного бойца, а число раненых было минимальным.
За проявленный личный героизм, умелое командование в боевых действиях Указом Президента Российской Федерации от 19 октября 1995 года подполковнику И. В. Станкевичу присвоено звание Героя Российской Федерации.

## Общественная и политическая деятельность
В 1999—2006 годах глава Ленинского района города Самара.
В 2009—2010 годах первый заместитель Председателя Самарского областного Совета ДОСААФ России
В 2007—2016 годах председатель Самарской областной общественной организации «Герои Отечества», председатель Самарского отделения Российского военно-исторического общества, Член Общественной палаты Самарской области.
В 2015—2016 годах врио секретарь самарского регионального отделения ВПП Единая Россия, сменив на посту Александра Фетисова. В 2016 году после избрания депутатом Государственной думы, уступил пост секретаря партии Екатерине Кузьмичёвой.
В 2016 году по результату предварительного голосования Единой России в округе занял третье место, несмотря на это на выборах в Государственную думу был выдвинут и избран депутатом по 162 Промышленному одномандатному избирательному округу, Самарской области. В Государственной думе вошёл в члены комитета ГД по аграрным вопросам
В 2018 году депутатом в Государственной думе проголосовал за повышение пенсионного возраста.
В 2021 году проиграл выборы в Государственную думу (2021), уступив кандидату от КПРФ Михаилу Матвееву, поддержанному «Умным голосованием». Когда стало известно, что после обработки 99,72 % протоколов побеждает Матвеев, Станкевич попытался оспорить итоги и подал три жалобы в самарскую избирательную комиссию, все они были отклонены.

## Законотворческая деятельность
С 2016 по 2019 год, в течение исполнения полномочий депутата Государственной думы VII созыва, выступил соавтором 38 законодательных инициатив и поправок к проектам федеральных законов.
В 2020 году выступил инициатором скандального законопроекта о регулировании азартных игр. Предложение было выдвинуто в кратчайшие сроки и вызвало массу разногласий с министерствами. В предложении Станкевича-Дерябкина инициировалось создание публично-правовой компании, как регулятора, и ООО, как оператора игорной деятельности в России. Снижение целевых отчислений на развитие спорта от букмекерской деятельности и массу противоречий действующему законодательству РФ. В ходе обсуждения законопроекта было высказано множество замечаний от депутатов разных фракций.

## Награды
- Герой Российской Федерации (13 июня 1996 года)[15]
- Орден Дружбы (13 июня 2019 года) — за заслуги в укреплении российской государственности, развитии парламентаризма и активную законотворческую деятельность[16]
- орден Красной Звезды
- орден «За службу Родине в Вооружённых Силах СССР» 3 степени
- медаль «60 лет Вооружённых Сил СССР»[17]
- медаль «70 лет Вооружённых Сил СССР»[18]
- Медаль «За безупречную службу» I степени
- Медаль «За безупречную службу» II степени
- Медаль «За безупречную службу» III степени
- Знак ЦК ВЛКСМ «За воинскую доблесть»

## Память
- Имя Станкевича выбито на памятной стеле Героев, установленной у Дома офицеров в Самаре
- На мемориале Новосибирского военного училища установлен бюст

## Критика
Сослуживцы Станкевича, полковник Николай Макарин и председатель Совета ветеранов Афганистана майор Владимир Караханян назвали Станкевича «негодяем» и «липовым героем», изложив альтернативную версию событий 31 декабря 1994 года, в результате которых 98 военнослужащих погибли, 59 пропали без вести и попали в плен к чеченским бандитам, свыше половины единиц бронетехники было потеряно.